# Hoàng Tiến
Hoàng Tiến là một phường thuộc thành phố Chí Linh, tỉnh Hải Dương, Việt Nam.

## Địa lý
Phường Hoàng Tiến nằm ở phía đông thành phố Chí Linh, có vị trí địa lý:
- Phía đông và phía nam giáp tỉnh Quảng Ninh
- Phía tây giáp phường Hoàng Tân
- Phía bắc giáp phường Bến Tắm.

Phường Hoàng Tiến có diện tích 15,70 km², dân số năm 2018 là 6.417 người, mật độ dân số đạt 409 người/km².

## Lịch sử
Sau năm 1975, Hoàng Tiến là một xã thuộc huyện Chí Linh.
Ngày 12 tháng 2 năm 2010, Chính phủ ban hành Nghị quyết 09/NQ-CP thành lập thị xã Chí Linh trên cơ sở toàn bộ diện tích và dân số của huyện Chí Linh, xã Hoàng Tiến thuộc thị xã Chí Linh.
Ngày 10 tháng 1 năm 2019, Ủy ban Thường vụ Quốc hội ban hành Nghị quyết 623/NQ-UBTVQH14 (nghị quyết có hiệu lực từ ngày 1 tháng 3 năm 2019) thành lập phường Hoàng Tiến thuộc thị xã Chí Linh trên cơ sở toàn bộ diện tích và dân số của xã Hoàng Tiến và thành lập thành phố Chí Linh trên cơ sở toàn bộ diện tích và dân số của thị xã Chí Linh.
Năm 2023, sáp nhập 86 hộ với 301 nhân khẩu của xóm Suối Găng và xóm Lục Dong của thôn Sơn Lộc thuộc xã An Sinh, thị xã Đông Triều, tỉnh Quảng Ninh vào phường Hoàng Tiến, thành phố Chí Linh, tỉnh Hải Dương quản lý.